# Università del Botswana
L'Università del Botswana o UB è la più antica e la più importante università dello stato africano del Botswana su base pubblica.

## Storia
L'UB sorse nel 1964 come parte di un più ampio sistema universitario noto come UBBS, che comprendeva l'Università del Bechuanaland (Botswana), l'Università del Basotoland (Lesotho) e l'Università dello Swaziland; la sua fondazione si proponeva anzitutto di ridurre la dipendenza dei tre paesi dall'istruzione terziaria nell'era dell'apartheid in Sudafrica. Dopo che Botswana e Lesotho divennero indipendenti nel 1966, l'UBBS fu rinominata Università del Botswana, Lesotho e Swaziland (UBLS).
Nel 1975 il Lesotho istituì una propria università nazionale. Per diverso tempo venne mantenuta un'università congiunta di Botswana e Swaziland, fino a quando nei primi anni '80 le due nazioni procedettero alla separazione, in modo da formare due università nazionali. Fu al momento del ritiro iniziale del Lesotho che il Botswana, all'epoca tra le nazioni più povere del mondo, iniziò il movimento One Man, One Beast, una campagna sociale volta a raccogliere fondi per la costruzione del Campus Botswana dell'Università del Botswana e dello Swaziland.
Nel 1982, col nuovo status dei due atenei, l'Università del Bechuanaland venne rinominata Università del Botswana. Attualmente ha tre campus: uno nella capitale Gaborone, un altro a Francistown, e il terzo a Maun. Si divide in sei facoltà: Business, Scienze dell'Educazione, Ingegneria, Studi Umanistici, Scienze e Scienze Sociali; inoltre possiede una scuola speciale, la Scuola di Medicina, che collabora con l'Università di Melbourne.